# گوتکه مال
گوتکه مال، موسیقی در ایل سنگسر نام اثر موسیقایی از شهرستان مهدیشهر (سنگسر) و به گویش سنگسری است که توسط مؤسسه آوای باغ مهر منتشر شده‌است. اثر گوتکه مال، با محوریت ایل سنگسر و موسیقی سنگسری در قالب ۹ ترانه و ۲ اثر بی کلام به بازار عرضه شده‌است.
خوانندگی این اثر را حسین پور اسکندریان بر عهده داشته‌است. موسیقی این اثر از یمین غفاری است و تدوین ملودی و اشعار را یدالله مصمم عهده‌دار بوده‌است. همچنین هنرمند پر آوازه مهدی‌شهری، مجید درخشانی در تهیه این اثر گروه را یاری کرده‌است.

## یادداشت مجید درخشانی بر این اثر
مجید درخشانی در مقدمه ای بر این اثر می‌نویسد:
نواهای سنگسر سرشار از یادها و خاطره هاست. سنگسر چون دیگر نقاط ایران زمین پیشینیه ای کهن دارد و آنچه تاکنون از نواهای مردم سخت کوش و دلاور سنگسر مانده، یادگار و میراثی ارزشمند است. این نواها که بیانگر ویژگی‌های فرهنگ مادی و معنوی این دیار کهنسال است، توسط هنرمندان این اثر با دقت و عشق جمع‌آوری شده و با هنرمندی و ذوق فراوان تنظیم گردیده و در حقیقت نخستین گامی است در جهت حفظ و شناساندن فرهنگ معنوی این دیار.

## دیگران همکاران این اثر
- احسان ذبیحی فر: نوازنده کمانچه
- سید مرتضی الهی نیا: نوازنده رباب
- علی امرایی: نوازنده تنبک - دف
- طراح جلد آلبوم: روشنک درخشانی
- خوشنویسی: استاد کیوان مصباحی
- صدابردار: بهنام معیریان

## ترانه‌های آلبوم
1. گل آقا خان
2. گیسی گو
3. پلومال سر
4. دولی سمه (بی کلام)
5. نوروخونی
6. گوتکه مال
7. شیلون
8. چارپداری (بی کلام)
9. خویه برمه
10. مونگارشو
11. حسین خان